# (74342) 1998 VX26
(74342) 1998 VX26 – planetoida z pasa głównego asteroid okrążająca Słońce w ciągu 4,48 lat w średniej odległości 2,72 j.a. Odkryta 10 listopada 1998 roku.